# هار براخا
هار براخا (به لاتین: Har Brakha) یک منطقهٔ مسکونی در اسرائیل است که در Shomron Regional Council واقع شده‌است.